# Chemieprogramm
Infolge des V. Parteitages der SED wurde vom 3.–4. November 1958 in den Leunawerken unter Leitung des Zentralkomitees der SED und der Staatlichen Plankommission eine zentrale Chemiekonferenz abgehalten. Als Ergebnis wurde ein Chemieprogramm verabschiedet, das eine Verdoppelung der Chemischen Produktion bis in das Jahr 1965 vorsah.

## Umsetzung

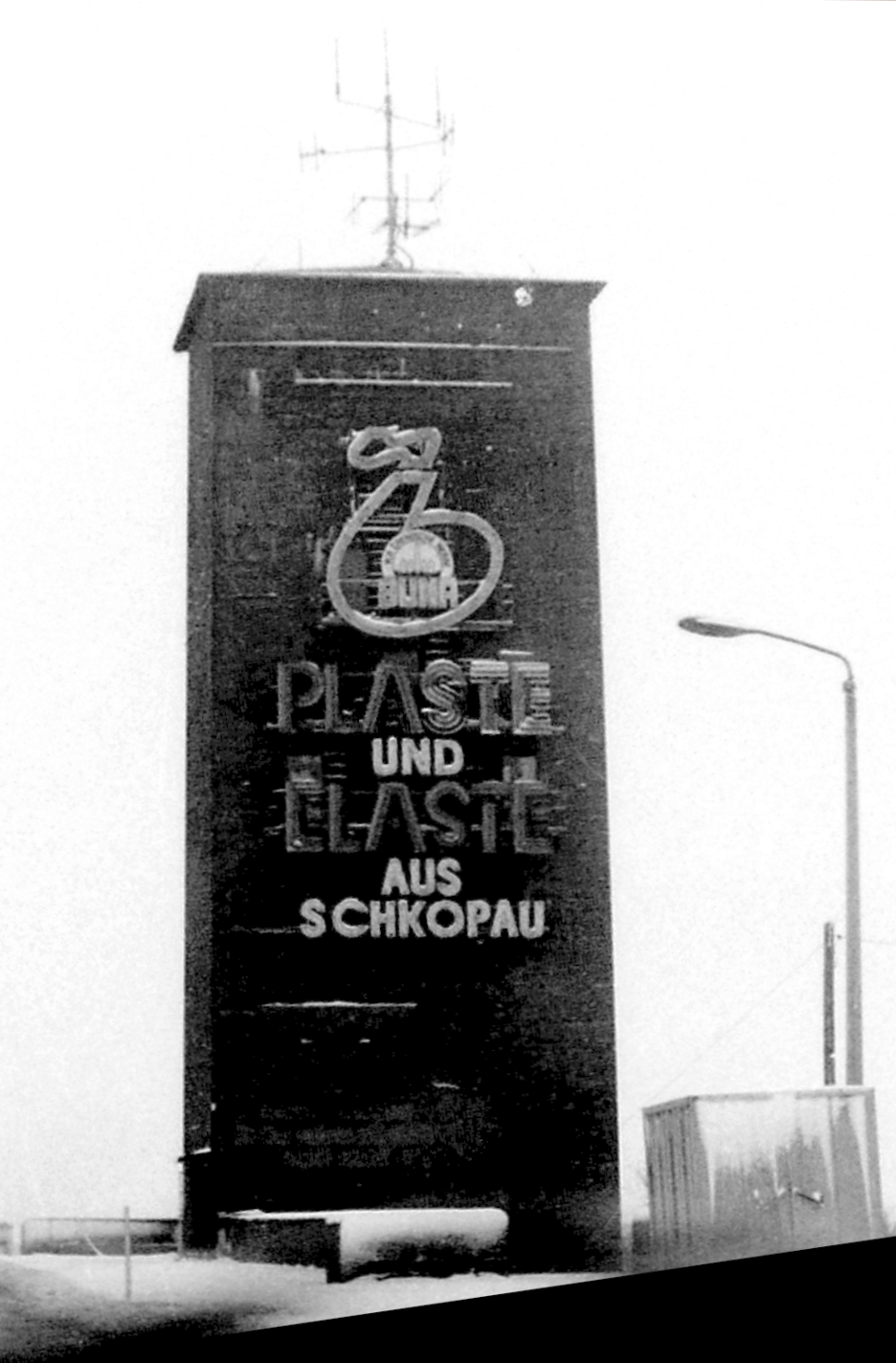
Leuchtreklame für Plaste und Elaste aus Schkopau der VEB Buna

Das Motto des Programms: Chemie gibt Brot, Wohlstand und Schönheit wurde DDR-weit propagiert. Ziel war eine Produktionssteigerung bei Werkstoffen für die verarbeitende Industrie. Die Chemieindustrie sollte nach dem Maschinenbau zweitgrößter Industriezweig werden. In Abstimmung mit dem Rat für gegenseitige Wirtschaftshilfe (RGW) wurden die Vorhaben
- Erdölverarbeitungswerk Schwedt
- Leuna 2
- Chemiefaserwerk Guben
- Gipsschwefelsäurewerk Coswig/Anhalt
- PVC-Fabrik im Elektrochemischen Kombinat Bitterfeld
- VEB Buna, Schkopau, Ausbau der Produktion auf Kohle-Karbid-Basis

als vorrangig erklärt. Der Ausbau der Petrolchemie in anderen sozialistischen Ländern mit Hilfe der DDR wurde in das Chemieprogramm einbezogen.

## Ziele
Das Chemieprogramm folgte dem Kohle-Energieprogramm und hatte eine Stabilisierung der DDR-Wirtschaft unter gleichzeitiger Störfreimachung der Produktion zur Aufgabe. D. h. Ziel der Maßnahme war es, die DDR vor dem Hintergrund des Kalten Krieges von Importen aus dem nicht-sozialistischen Wirtschaftsgebiet (NSW) unabhängig zu machen. Ein weiterer Aspekt war, das Konsumgüterangebot im Osten Deutschlands zu steigern und den westdeutschen Lebensstandard aus ideologischen Gründen zu übertreffen. Das in den Siebenjahresplan eingebettete Chemieprogramm konnte im geplanten Umfang ebenso wenig wie der Siebenjahresplan erfüllt werden. Dennoch war das Chemieprogramm eine bedeutende Weichenstellung in der DDR.